# Parourapteryx sericea
Parourapteryx sericea är en fjärilsart som beskrevs av W. Warren 1900. Parourapteryx sericea ingår i släktet Parourapteryx och familjen mätare. Inga underarter finns listade i Catalogue of Life.